# Lǐ Yuánhào
Lǐ Yuánhào (em chinês: 李元昊; n. 1003, m.1048) foi um budista, líder Tanguci, rei de Daqing e primeiro governante da Xia Ocidental.
Em 1030, venceu os uigures pertencentes à cidade de Dunhuang; organizou uma expedição contra Hosrajowi, descendente dos antigos reis de Tibete, mas esta foi um fracasso. Em 1038, ele publicou o "Synem Nieba" (isto é, imperador) tendo o nome de Jingzong (景宗) que nomeou seu reino de Xia, o que levou um conflito com a China. Em 1044, após a guerra, o imperador da Dinastia Sung renunciou a seu título, em troca de um tributo anual. Quatro anos depois, em 1048, foi assassinado por seu próprio filho, a quem ele seduziu sua namorada.